# Milko Matičetov
Milko Matičetov, slovenski etnolog in etnograf, * 10. september 1919, Kopriva na Krasu, † 5. december 2014, Ljubljana.

## Življenje
Rodil se je 10. septembra 1919 v Koprivi na Krasu s priimkom Ukmar. 1929. je bil vpisan na gimnazijo v Koper in 1930. prepisan v Gorico. Maturiral je na klasični gimnaziji v Gorici 1938, študiral klasično in moderno filologijo na univerzi v Padovi (1938-1943).  Doktoriral je s folklorno študijo Sežgani in prerojeni človek pri Slovenski akademiji znanosti in umetnosti v Ljubljani (1955). Po drugi svetovni vojni se je najprej zaposlil kot kustos pripravnik v Etnografskem muzeju v Ljubljani, od 1952 do upokojitve 1985 (kot znanstveni svetnik od 1964) pa je delal na Inštitutu za slovensko narodopisje SAZU, kjer je osnoval arhiv ljudskih pripovedi. Med letoma 1975 in 1985 je bil upravnik tega inštituta, v letih od 1995 do 2008 predsednik njegovega znanstvenega sveta. Leta 1995 je postal izredni in 2001 redni član SAZU v razredu za filološke in literarne vede.
Bil je tudi častni član ZRC SAZU (od 2009), od 1987 dopisni član avstrijskega društva Verein für Volkskunde, častni občan Rezije (1990) in dobil več tujih in domačih nagrad: Premio Internazionale di Folklore Giuseppe Pitre` (1956), Levstikovo nagrado (1973), literarno nagrado Laštra landarske banke (1983), Premio Internazionale di Etnografia Michelangelo Mariani (1991), Murkovo priznanje (1992) in Štrekljevo nagrado (2002).

## Delo
Že pred drugo svetovno vojno je začel raziskovati slovensko ljudsko izročilo. Napisal pa je tudi številne članke na različne teme - znani običaji, motivi iz ljudkih pesmi, pregovori in uganke, izročilo o veteru, zvezdah, narcisah...
Posveča se predvsem zbiranju in komparativnemu raziskovanju slovenskega ljudskega slovstva in verovanja, zlasti ljudskega pripovedništva. Čeprav je raziskoval ves slovenski etnični prostor, se najbolj intenzivno posveča raziskovanju obrobnih krajev: Posočje, Ter, Rezija, Slovenska Istra in Kras, Zgornja Savska dolina in Koroška, Prekmurje in Porabje. S predavanji se je udeležil več domačih in mednarodnih etnografskih, slavističnih in romanističnih zborovanj. Bil je na ustanovni skupščini International Society for Folk-Narrative Research v Antwerpnu leta 1952 in na kasnejših znanstvenih srečanjih tega društva. V letih 1956–59 in 1973–75 je bil predsednik Slovenskega etnografskega društva, soustanovitelj delovne skupnosti vzhodnoalpskih dežel Alpes Orientales (1956), soustanovitelj in urednik Traditiones (1974-85) itd.
Ohranil nam je veliko slovenskih pripovedi: skupaj gotovo več kot 3000. 
Sprva, ko še ni imel magnetofona, jih je zapisoval, od konca 50. let naprej pa snemal. 
Zbiral jih je po vseh slovenskih pokrajinah, predvsem pa v Reziji.

### Ustvarjanje
- Tri botre lisičice (1976) (COBISS)
- Zverinice iz rezije (1973) (COBISS)
- Lisica in petelin: ljudske pravljice (1973) (COBISS)
- O Pustu in zakletem gradu: slovenska ljudska pravljica (1999) (COBISS)
- Jurček orje: slovenske ljudske pesmice (1979) (COBISS)
- Ljudske pesmice (1971) (COBISS)
- Sežgani in prerojeni človek = Der verbrannte und wiedergeborene Mensch (1961) (COBISS)
- Rožice iz Rezije: ljudske lirične pesmi (1972) (COBISS)
- Dvoje gledanj na zvezdna imena (1977) (COBISS)
- Resia: bibliografia ragionata (1927-1979) (1981) (COBISS)
- Folklorno gradivo iz Tera – 1940 : terenski zapisi Milka Matičetovega (Slovenski pravljičarji 3 :                    uredili in spremne obravnave napisali: Barbara Ivančič Kutin, Rok Mrvič, Monika Kropej Telban) (2022)